# Новые Лыщицы
Но́вые Лы́щицы (бел. Новыя Лышчыцы) — деревня в Брестском районе Брестской области Белоруссии. Центр Лыщицкого сельсовета. Население — 970 человек (2019).

## География
Деревня Новые Лыщицы расположена в 22 км (26,5 км по автодорогам) к северо-западу от центра города Брест и в 9 км к северу от границы с Польшей. Местность принадлежит бассейну Вислы, рядом с деревней есть сеть мелиоративных каналов со стоком в реку Лютая, приток Лесной. Местные дороги ведут из Новых Лыщиц в Лыщицы, Яцковичи и Люту.

## История
Деревня основана вокруг железнодорожной станции Лыщицы (линия Белосток — Брест) в послевоенное советское время. По переписи 1959 года — посёлок Лыщицы. В первой половине 1980-х и с 3 декабря 2002 года — центр Лыщицкого сельсовета.

## Население
На 1 января 2018 года насчитывалось 974 жителя в 389 домохозяйствах, из них 197 младше трудоспособного возраста, 546 — в трудоспособном возрасте и 231 — старше трудоспособного возраста.

## Инфраструктура
В деревне находятся средняя школа (построена в 1975 году), ясли-сад (построен в 1979 году), участковая больница, 4 магазина, сельский дом культуры, библиотека, могила жертв фашизма, почтовое отделение, до недавнего времени действовала баня. К северо-востоку от деревни имеются предприятия — производственный участок Лыщицы ОАО «Остромечево» и звероферма.